# Enemy of God
Enemy of God är det elfte studioalbumet av det tyska thrash metal-bandet Kreator. Det släpptes 2005 av Steamhammer Records.

## Låtlista
1. "Enemy of God" – 5:43
2. "Impossible Brutality" – 4:30
3. "Suicide Terrorist" – 3:28
4. "World Anarchy" – 3:55
5. "Dystopia" – 3:41
6. "Voices of the Dead" – 4:33
7. "Murder Fantasies" – 4:50
8. "When Death Takes Its Dominion" – 5:38
9. "One Evil Comes - A Million Follow" – 3:19
10. "Dying Race Apocalypse" – 4:40
11. "Under a Total Blackened Sky" – 4:28
12. "The Ancient Plague" – 6:58